# Delforge
Delforge es un negocio familiar de horticultura belga fundado el 5 de octubre de 1925 (99 años). La dedicación del vivero a las rosas desde 1928.  La empresa se define como un "creador-productor de rosas."
Controla varias sociedades hortícolas responsables de la hibridación, la selección, el cultivo, la venta y la protección de las especies desarrolladas o seleccionadas entre las especies del grupo.

## Hippolyte Delforge
Después de la Primera Guerra Mundial, desarrolló su vivero a la vanguardia de las rosas de comercio. Hippolyte Delforge (1905 - 1970) estableció su vivero, el 5 de octubre de 1925. Actualmente como Select ® Delforge. Fue sucedido por su hijo Wilfried Delforge.

## Wilfried Delforge
El hijo de Hippolyte, Wilfried Delforge continuó el legado de su padre al frente del vivero y el desarrollo de nuevas rosas. Con ocasión del sexagésimo aniversario de la fundación de la compañía, crea en Waasland al lado de la autopista N 70 la renombrada Rosaleda Reynaert. El jardín fue inaugurado por el presidente de la junta de turismo Jozef de Wilde.

## Algunas creaciones de Select ® Delforge

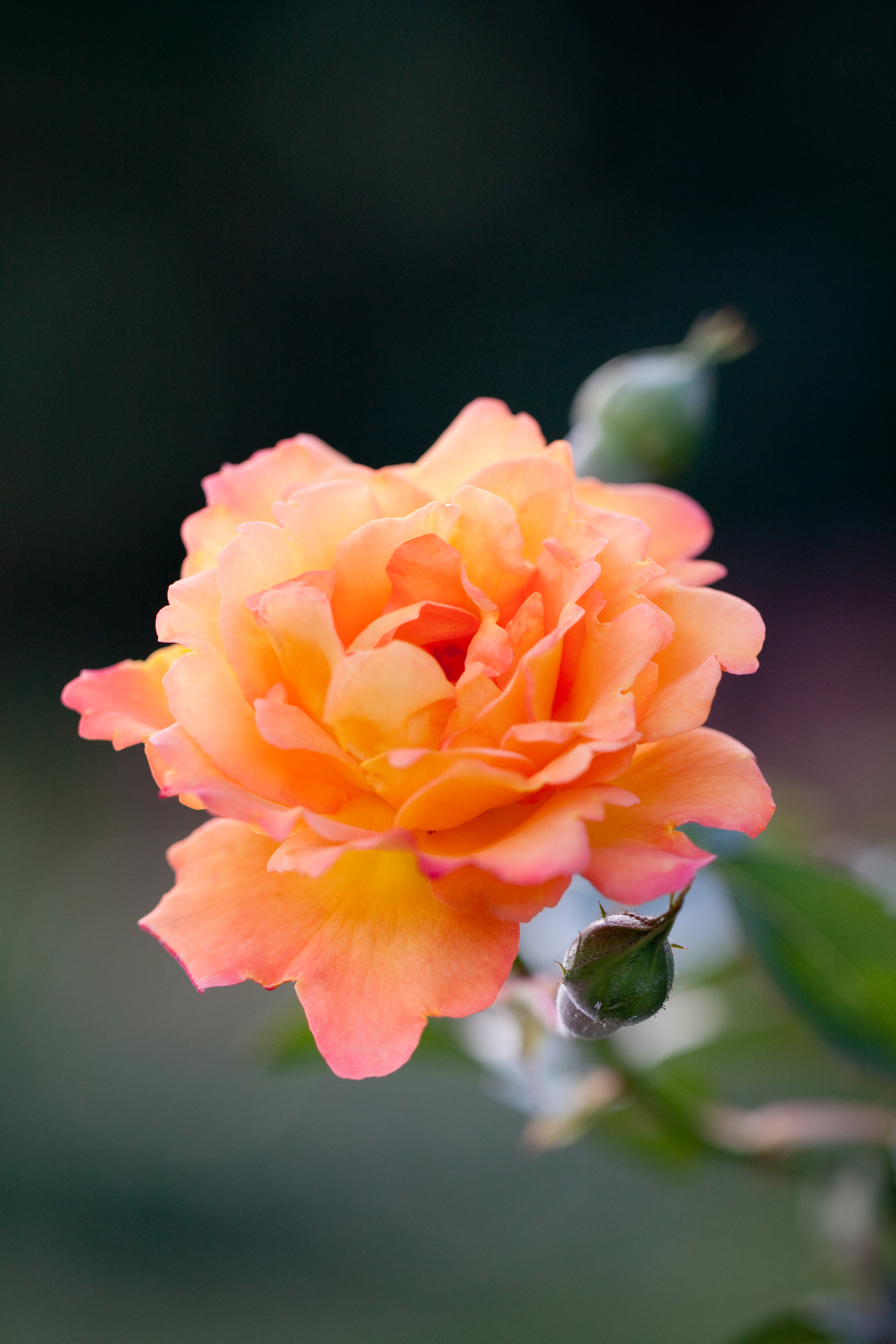
'Souvenir d'Anne Frank' Hippolyte Delforge 1960.